# Prometeusz wykradający ogień
Prometeusz wykradający ogień – obraz olejny namalowany przez flamandzkiego malarza Jana Cossiersa około 1636–1638 roku, znajdujący się w zbiorach muzeum Prado w Madrycie.
Autorstwo obrazu, kwestionowane przez licznych specjalistów, zostało wyjaśnione po przeprowadzeniu badań technicznych latem 2015 roku przez muzeum, które ujawniły podpis Cossiersa na pochodni.  

## Opis
W XVII wieku Flandria przeżyła krótki, ale świetlany okres rozkwitu duchowego, który przypadł na epokę baroku. Najbardziej widoczne było to w malarstwie, sztuce użytkowej, rzeźbie i w architekturze. Jan Cossiers, artysta drugoplanowy na tle swoich sławnych rodaków: Petera Paula Rubensa, Antoona van Dycka i Fransa Snydersa, również przyczynił się do europejskiej renomy flamandzkich artystów. Cossiers tworzył w Antwerpii, podróżował po Włoszech, był członkiem cechu malarzy i jego mistrzem po śmierci Rubensa. Sam malował portrety i obrazy o tematyce religijnej i mitologicznej. Nie jest jedynym, który wykazał się znajomością mitologii starożytnej i namalował tytana. Jacob Jordaens również to zrobił – namalował obraz Prometeusz w okowach (1640), znajdujący się w zbiorach Wallraf-Richartz-Museum & Fondation Corboud w Kolonii.
Historia Prometeusza, opowiedziana w dziele Prometeusz w okowach autorstwa greckiego poety Ajschylosa oraz w Theogonii greckiego poety Hezjoda, opowiada o tym, jak Prometeusz wykradł bogom ogień, aby podarować go ludzkości. Dzieło przedstawia moment, w którym Prometeusz ubrany w czerwoną szatę ucieka z Olimpu z ogniem w prawej dłoni, odwracając głowę, aby uniknąć wykrycia kradzieży.
Obraz ten jest częścią wystroju dekoracyjnego Torre de la Parada, pawilonu myśliwskiego położonego na obrzeżach Madrytu. Hiszpański król Filip IV Habsburg zlecił Rubensowi jego dekorację, a mistrz naszkicował wszystkie kompozycje; niektóre z nich dokończył później, a resztę pozostawił swoim uczniom lub innym niezależnym mistrzom. W tym przypadku flamandzki malarz Jan Cossiers namalował płótno na podstawie szkicu Rubensa. Ten artysta jest autorem innych dzieł dla Torre de la Parada, takich jak Jupiter i Likaon oraz Narcyz.